# Малая Пяльица
Малая Пяльица — река в России, протекает по Тихвинскому району Ленинградской области.
Протекает через деревню Анхимово.
Устье реки находится в 3 км по левому берегу реки Большая Пяльица, у деревни Андронниково. Длина реки составляет 12 км.

## Данные водного реестра
По данным государственного водного реестра России относится к Балтийскому бассейновому округу, водохозяйственный участок реки — Свирь, речной подбассейн реки — Свирь (включая реки бассейна Онежского озера). Относится к речному бассейну реки Нева (включая бассейны рек Онежского и Ладожского озера).
Код объекта в государственном водном реестре — 01040100812102000013345.